# Cantonul Cholet-3
Cantonul Cholet-3 este un canton din arondismentul Cholet, departamentul Maine-et-Loire, regiunea Pays de la Loire, Franța.

## Comune
- Cholet (parțial, reședință)
- Saint-Christophe-du-Bois
- La Tessoualle